# Нада Аль-Бедваві
Нада Аль-Бедваві (15 серпня 1997) — еміратська плавчиня.
Учасниця Олімпійських Ігор 2016 року. Вона була першою олімпійською плавчинею з Об'єднаних Арабських Еміратів і несла прапор країни на Параді націй.